# Бригадир Летбридж-Стюарт
Бригадир сэр Алистер Гордон Летбридж-Стюарт (англ. Brigadier Sir Alistair Gordon Lethbridge-Stewart) — персонаж британского научно-фантастического телесериала «Доктор Кто», сыгранный Николасом Кортни. Он один из основателей международной организации ЮНИТ (англ. UNIT - United Nations Intelligence Taskforce). В 2011 году умер исполнитель роли Николас Кортни.

## История персонажа
Алистер Гордон Летбридж-Стюарт родился в Шотландии, что следует из диалога в серии «Террор зайгонов». Он впервые сталкивается со Вторым Доктором в серии «Паутина страха» (1968) в качестве полковника Британской Армии, командующего отрядом, посланным на поиски Йети в лондонском метро. Следующая их встреча происходит в серии «Вторжение» (1968), из которой зрители узнают о повышении Летбриджа-Стюарта до звания Бригадира, а также о его совместной работе с организацией ЮНИТ.
После регенерации Третий Доктор вынужден оставаться на Земле из-за поломки ТАРДИС, Летбридж-Стюарт назначает его научным консультантом ЮНИТа, обеспечивает его собственной лабораторией, ассистентом, жёлтым автомобилем, который Доктор назвал Бесси, и свободой действий настолько, насколько это было возможно в рамках военной организации.
В сериале Бригадир является сторонником строгой дисциплины. Доктор часто чувствовал разочарование при работе с ним, в том числе из-за того, что типичным решением любой проблемы для Бригадира было стрелять в неё. Особенно чётко это показано в серии «Доктор Кто и силурианцы», когда Бригадир решает уничтожить базу силурианцев, несмотря на попытки Доктора примирить людей и рептилий. В свою очередь, Летбридж-Стюарт скептически относился ко всем странным явлениям и супер-науке Доктора. Однако за долгие годы тесных профессиональных и личностных отношений они выработали взаимное уважение к способностям друг друга, и стали хорошими друзьями.
Бригадир всегда встречал неизвестность с невозмутимым британским апломбом. Он показал себя истинным воином в бою, безжалостным, когда нужно, и героически смотрящим в лицо часто превосходящему по силами противнику, с которыми ему и ЮНИТу часто приходилось сталкиваться. В конце концов он ушёл в отставку с военной службы и стал преподавать математику в британских государственных школах в 1976 году, это видно из серии «Мертвец Модрин» (1983).
Через 20 лет после последнего появления Бригадира в сериале «Доктор Кто», он вновь появляется в спин-оффе «Приключения Сары Джейн», в качестве учителя в отставке и помощника Сары Джейн Смит.
Его портрет также висит на чердаке Сары Джейн в серии «Вторжение Бэйнов», это первое использование кадров из классического периода «Доктора Кто» в современных сериях.
В серии «Свадьба Ривер Сонг» Одиннадцатый Доктор звонит в ЮНИТ, где узнаёт неприятные известия — Бригадир умер несколько месяцев назад, однако Доктору не смогли об этом сообщить.
В серии «Сила трёх» (Одиннадцатый Доктор, 7 сезон 4 серия) Доктор встречает дочь Бригадира — Кейт Стюарт.
В эпизоде «Смерть на небесах» мы видим его, воскрешённого Мисси (Мастером) в виде киберчеловека. Он спасает выпавшую с самолёта Кейт и стреляет в Мисси.

## Список появлений

### Телевидение

#### Доктор Кто
| Номер | Сезон                         | Название                                                          | Сценарист                                  | Режиссёр                    | Дата выхода в эфир                       |
| ----- | ----------------------------- | ----------------------------------------------------------------- | ------------------------------------------ | --------------------------- | ---------------------------------------- |
| 41    | Сезон 5                       | Паутина страха (англ. The Web of Fear)                            | Мервин Хайсмен, Генри Линкольн             | Дуглас Кэмфилд              | 3 февраля — 9 марта 1968                 |
| 46    | Сезон 6                       | Вторжение (англ. The Invasion)                                    | Деррик Шервин, Кит Педлер                  | Дуглас Кэмфилд              | 2 ноября — 21 декабря 1968               |
| 51    | Сезон 7                       | Острие из космоса (англ. Spearhead from Space)                    | Роберт Холмс                               | Дерек Мартинус              | 3 — 24 января 1970                       |
| 52    | Сезон 7                       | Доктор Кто и силурианцы (англ. Doctor Who and the Silurians)      | Роберт Холмс                               | Тимоти Комб                 | 31 января — 14 марта 1970                |
| 53    | Сезон 7                       | Послы смерти (англ. The Ambassadors of Death)                     | Дэвид Уайтейкер, Тревор Рэй, Мальком Хьюлк | Майкл Фергусон              | 21 марта — 2 мая 1970                    |
| 54    | Сезон 7                       | Инферно (англ. Inferno)                                           | Дон Хаутон                                 | Дуглас Кэмфилд, Бэрри Леттс | 9 мая — 20 июня 1970                     |
| 55    | Сезон 8                       | Террор автонов (англ. Terror of the Autons)                       | Роберт Холмс                               | Бэрри Леттс                 | 2 — 23 января 1971                       |
| 56    | Сезон 8                       | Разум зла (англ. The Mind of Evil)                                | Дон Хаутон                                 | Тимоти Комб                 | 30 января — 6 марта 1971                 |
| 57    | Сезон 8                       | Когти аксонов (англ. The Claws of Axos)                           | Боб Бейкер, Дэйв Мартин                    | Майкл Фергусон              | 13 марта — 1 апреля 1971                 |
| 58    | Сезон 8                       | Колония в космосе (англ. Colony in Space) (эпизоды 1 и 6)         | Малькольм Хьюлк                            | Майкл Е. Брайант            | 10 апреля — 15 мая 1971                  |
| 59    | Сезон 8                       | Демоны (англ. The Dæmons)                                         | Роберт Сломан, Бэрри Леттс                 | Кристофер Бэрри             | 22 мая — 19 июня 1971                    |
| 60    | Сезон 9                       | День далеков (англ. Day of the Daleks)                            | Льюис Маркс                                | Пол Бернанд                 | 1 — 22 января 1972                       |
| 64    | Сезон 9                       | Временной монстр (англ. The Time Monster) (эпизоды 1, 2, 3, 4, 6) | Роберт Сломан, Бэрри Леттс                 | Пол Бернанд                 | 20 мая — 24 июня 1972                    |
| 65    | Сезон 10                      | Три Доктора (англ. The Three Doctors)                             | Боб Бейкер, Дейв Мартин                    | Ленни Майн                  | 30 декабря 1972 — 20 января 1973         |
| 69    | Сезон 10                      | Зелёная смерть (англ. The Green Death)                            | Роберт Сломан, Бэрри Леттс                 | Майкл Брайант               | 19 мая — 23 июня 1973                    |
| 70    | Сезон 11                      | Воин времени (англ. The Time Warrior) (эпизод 1)                  | Роберт Холмс                               | Алан Бромли                 | 15 декабря 1973 — 5 января 1974          |
| 71    | Сезон 11                      | Вторжение динозавров (англ. Invasion of the Dinosaurs)            | Малькольм Хьюлк                            | Пэдди Расселл               | 12 января 1974 − 16 февраля 1974         |
| 74    | Сезон 11                      | Планета пауков (англ. Planet of the Spiders) (эпизод 1, 2, 6)     | Роберт Сломан, Бэрри Леттс                 | Бэрри Леттс                 | 4 мая − 8 июня 1974                      |
| 75    | Сезон 12                      | Робот (англ. Robot)                                               | Терранс Дикс                               | Кристофер Бэрри             | 29 декабря 1974 — 18 января 1975         |
| 80    | Сезон 13                      | Террор зайгонов (англ. Terror of the Zygons)                      | Роберт Бэнкс Стюарт                        | Дуглас Кэмфилд              | 30 августа — 20 сентября 1975            |
| 125   | Сезон 20                      | Мертвец Модрин (англ. Mawdryn Undead)                             | Питер Гримуэйд                             | Питер Моффат                | 1 — 9 февраля 1983                       |
| 129   | Спецвыпуск к 20-летию сериала | Пять Докторов (англ. The Five Doctors)                            | Терранс Дикс                               | Питер Моффат                | 23 ноября 1983 (США) 25 ноября 1983 (UK) |
| 152   | Сезон 26                      | Поле брани (англ. Battlefield)                                    | Бен Аронович                               | Майкл Керриган              | 6 — 27 сентября 1989                     |
| нет   | Спецвыпуск к 30-летию сериала | Измерения во времени (англ. Dimensions in Time)                   | Джон Натан-Тернер, Девид Роден             | Стюарт МакДоналд            | 26-27 ноября 1993                        |
| 252b  | Сезон 8 (2014)                | Смерть на небесах (англ. Death in Heaven)                         | Стивен Моффат                              | Рэйчел Талалэй              | 8 ноября 2014                            |

#### Приключения Сары Джейн
| Номер | Сезон                 | Название                                      | Сценарист                      | Режиссёр   | Дата выхода в эфир |
| ----- | --------------------- | --------------------------------------------- | ------------------------------ | ---------- | ------------------ |
| 1     | Новогодний спецвыпуск | Вторжение Бэйнов (англ. Invasion of the Bane) | Гарет Робертс, Расселл Т Дэвис | Колин Тига | 1 января 2007      |
| 2     | Второй                | Враг Бэйнов (англ. The Enemy of the Bane)     | Расселл Т Дэвис                | Колин Тига |                    |

### Видео
| Название                      | Сценарист                                | Режиссёр         | Дата выхода в эфир     |
| ----------------------------- | ---------------------------------------- | ---------------- | ---------------------- |
| Военное время (англ. Wartime) | Энди Лэйн, Хэлен Стирлинг, Деррик Шервин | Keith Barnfather | 1987 (перевыпуск 1997) |
| Мирное время (англ. Downtime) | Марк Платт                               | Кристофер Бэрри  | 2 сентября 1995        |

### Аудиопостановки
| Название                                               | Сценарист                        | Режиссёр           | Дата выпуска                  |
| ------------------------------------------------------ | -------------------------------- | ------------------ | ----------------------------- |
| Рай смерти (англ. The Paradise of Death)               | Бэрри Леттс                      | Фил Кларк          | 27 августа — 24 сентября 1993 |
| Призраки Эн-пространства (англ. The Ghosts of N-Space) | Бэрри Леттс                      | Фил Кларк          | 20 января — 24 февраля 1996   |
| Призрак Ланьон Мура (англ. The Spectre of Lanyon Moor) | Николас Пэгг                     | Николас Пэгг       | июнь 2000                     |
| Минуэт в аду (англ. Minuet in Hell)                    | Alan W. Lear , Gary Russell      | Николас Бригс      | 17 апреля 2001                |
| Загрей (англ. Zagreus)                                 | Gary Russell, Alan Barnes        | Gary Russell       | ноябрь 2003                   |
| Симпатия к дьяволу (англ. Sympathy for the Devil)      | Джонатан Клементс                | Gary Russell       | июнь 2003                     |
| Мастера войны (англ. Masters of War)                   | Эдди Робсон                      | Jason Haigh-Ellery | декабрь 2008                  |
| ЮНИТ: переворот (англ. UNIT: The Coup)                 | Simon Guerrier                   | Ian Farrington     |                               |
| ЮНИТ: время лечит (англ. UNIT: Time Heals)             | Iain McLaughlin, Claire Bartlett | Jason Haigh-Ellery | декабрь 2004                  |
| ЮНИТ: упадок (англ. UNIT: The Wasting)                 | Iain McLaughlin, Claire Bartlett | Nicola Bryant      | июнь 2005                     |
| Синий зуб (англ. The Blue Tooth)                       | Nigel Fairs                      | Марк Дж. Томпсон   | 5 февраля 2007                |
| Старые солдаты (англ. Old Soldiers)                    | Джеймс Свалоу                    | Nigel Fairs        | декабрь 2007                  |
| Кукла смерти (англ. The Doll of Death)                 | Марк Платт                       | Lisa Bowerman      | 30 сентября 2008              |
| Три компаньона (англ. The Three Companions)            | Марк Платт                       | Lisa Bowerman      | апрель 2009 — февраль 2010    |
| Проклятье фокусника (англ. The Magician's Oath)        | Скотт Хэндкок                    | Nigel Fairs        | апрель 2009                   |
| Тени прошлого (англ. Shadow of the Past)               | Simon Guerrier                   | Lisa Bowerman      | апрель 2010                   |
| Смерть приходит вовремя (англ. Death Comes to Time)    | Colin Meek                       | Дэн Фридман        | 12 июля 2001 — 3 мая 2002     |

### Романы
| Серия                        | Название                                                         | Автор                        | Издатель     | Дата выпуска    |
| ---------------------------- | ---------------------------------------------------------------- | ---------------------------- | ------------ | --------------- |
| The Companions of Doctor Who | Война Гарри Салливана (англ. Harry Sullivan's War)               | Ian Marter                   |              | октябрь 1986    |
| Virgin New Adventures        | Температура тела (англ. Blood Heat)                              | Jim Mortimore                | Virgin Books | октябрь 1993    |
| Virgin New Adventures        | Нет будущего (англ. No Future)                                   | Пол Корнелл                  | Virgin Books | февраль 1994    |
| Virgin New Adventures        | Счастливый конец (англ. Happy Endings)                           | Пол Корнелл                  | Virgin Books | май 1996        |
| Virgin New Adventures        | День смерти (англ. The Dying Days)                               | Лэнс Паркин                  | Virgin Books | апрель 1997     |
| Virgin Missing Adventures    | Танцующий код (англ. Dancing the Code)                           | Пол Леонард                  | Virgin Books | март 1995       |
| Virgin Missing Adventures    | Око гиганта (англ. The Eye of the Giant)                         | Кристофер Булис              | Virgin Books | апрель 1996     |
| Virgin Missing Adventures    | Шкала несправедливости (англ. The Scales of Injustice)           | Гарри Расселл                | Virgin Books | июль 1996       |
| Virgin sidestep novel        | Кто убил Кеннеди (англ. Who Killed Kennedy)                      | Девид Бишоп                  | Virgin Books | апрель 1996     |
| Eighth Doctor Adventures     | Восемь Докторов (англ. The Eight Doctors)                        | Терранс Дикс                 | BBC Books    | июнь 1997       |
| Eighth Doctor Adventures     | Тень Авалона (англ. The Shadows of Avalon)                       | Пол Корнелл                  | BBC Books    | февраль 2000    |
| Past Doctor Adventures       | Дьяволы-гоблины с Нептуна (англ. The Devil Goblins from Neptune) | Мартин Дэй, Кит Топпинг      | BBC Books    | 2 июня 1997     |
| Past Doctor Adventures       | Необычный бизнес (англ. Business Unusual)                        | Гарри Расселл                | BBC Books    | 1 сентября 1997 |
| Past Doctor Adventures       | Лицо врага (англ. The Face of the Enemy)                         | David A. McIntee             | BBC Books    | 5 января 1998   |
| Past Doctor Adventures       | Тёмно-синий (англ. Deep Blue)                                    | Марк Моррис                  | BBC Books    | 1 марта 1999    |
| Past Doctor Adventures       | Последний из Гадеринов (англ. Last of the Gaderene)              | Марк Гатисс                  | BBC Books    | 3 января 2000   |
| Past Doctor Adventures       | Ярь-медянка (англ. Verdigris)                                    | Пол Магрс                    | BBC Books    | апрель 2000     |
| Past Doctor Adventures       | Король ужаса (англ. The King of Terror)                          | Кит Топпинг                  | BBC Books    | ноябрь 2000     |
| Past Doctor Adventures       | Обрывки (англ. Rags)                                             | Мик Льюис                    | BBC Books    | март 2001       |
| Past Doctor Adventures       | Тень в зеркале (англ. The Shadow in the Glass)                   | Стивен Коул, Джастин Ричардс | BBC Books    | апрель 2001     |
| Past Doctor Adventures       | Смертельное воссоединение (англ. Deadly Reunion)                 | Тэрранс Дикс, Бэрри Леттс    | BBC Books    | ноябрь 2003     |
| Past Doctor Adventures       | Остров смерти (англ. Island of Death)                            | Бэрри Леттс                  | BBC Books    | 4 июля 2005     |

### Рассказы
- «Brief Encounter—Listening Watch» — автор Dan Abnett (Doctor Who Magazine Winter Special 1991)
- «Brief Encounter: A Wee Deoch an..?» — автор Колин Бэйкер (Doctor Who Magazine Winter Special 1991)
- «The Straw that Broke the Camel’s Back» — автор Vanessa Bishop (Decalog)
- «Where the Heart Is» — автор Andy Lane (Decalog 2:Lost Property)
- «UNITed We Fall» — автор Keith R.A. DeCandido (Decalog 3: Consequences)
- «Freedom» — автор Steve Lyons (Short Trips)
- «Degrees of Truth» — автор David A. McIntee (Short Trips аудиокнига, читает Николас Куртни)
- «Honest Living» — автор Jason Loborik (More Short Trips)
- «Still Lives» — автор Ian Potter (Short Trips: Zodiac)
- «The Switching» — автор Simon Guerrier (Short Trips: Zodiac)
- «Hidden Talent» — автор Andrew Spokes (Short Trips: Companions)
- «An Overture Too Early» — автор Simon Guerrier (Short Trips: The Muses)
- «UNIT Christmas Parties: First Christmas» — автор Nick Wallace (Short Trips: A Christmas Treasury)
- «UNIT Christmas Parties: Christmas Truce» — автор Terrance Dicks (Short Trips: A Christmas Treasury)
- «UNIT Christmas Parties: Ships That Pass» — автор Karen Dunn (Short Trips: A Christmas Treasury)
- «Faithful Friends» — авторы Mark Wright, Cavan Scott (Short Trips: The Ghosts of Christmas)